# Hal B. Wallis
Harold Brent "Hal" Wallis, CBE, född 14 september 1899 i Chicago, Illinois, död 5 oktober 1986 i Rancho Mirage, Kalifornien, var en amerikansk filmproducent. 
Han föddes i Chicago och flyttade med familjen till Los Angeles 1922, där han fick jobb på reklamavdelningen på Warner Bros. Efter några år började han som producent och kom slutligen att bli produktionschef på företaget. Han producerade bland annat Casablanca (1942) men lämnade Warner Bros. 1944 efter en konflikt med Jack Warner. Han började då som självständig producent och producerade bland annat komedier med Dean Martin och Jerry Lewis, samt en rad filmer med Elvis Presley. Han producerade också De sammanbitna (1969), för vilken John Wayne belönades med en Oscar. 
Wallis belönades två gånger med Irving G. Thalberg Memorial Award, 1939 och 1944.  1975 fick han  Golden Globe Cecil B. DeMille Award. Han dog i Rancho Mirage i Kalifornien 1986, vid 87 års ålder.

## Filmografi (urval)
- 1936 – Den förstenade skogen
- 1938 – Panik i gangstervärlden
- 1939 – Seger i mörkret
- 1939 – Elizabeth och Essex
- 1940 – De färdades om natten
- 1941 – Riddarfalken från Malta
- 1941 – Den stora lögnen
- 1942 – Under nya stjärnor
- 1942 – Yankee Doodle Dandy
- 1942 – Casablanca
- 1949 – X – filmen om en farlig kvinna
- 1955 – Den tatuerade rosen
- 1957 – Ung man med gitarr
- 1958 – King Creole
- 1962 – Blue Hawaii
- 1964 – Becket
- 1969 – De sammanbitna
- 1969 – De tusen dagarnas drottning
- 1971 – Maria Stuart - drottning av Skottland